# Królewskie (powiat ostrzeszowski)
Królewskie – osada w Polsce położona w województwie wielkopolskim, w powiecie ostrzeszowskim, w gminie Ostrzeszów.
W latach 1975–1998 miejscowość administracyjnie należała do województwa kaliskiego.
W XIX w. kolonia i folwark Królewskie w ówczesnym powiecie ostrzeszowskim Prowincji Poznańskiej. Kolonia należała do wsi i gminy Rogaszyce. Właścicielem folwarku był Bronisław Wężyk. W kolonii i folwarku mieszkało 117 osób w 10 domach.
W 1933 osada i folwark Królewskie należała do gminy Rogaszyce w powiecie kępińskim województwa poznańskiego.
W Królewskich urodził się Wojciech Wężyk (1890–1920), oficer Wojska Polskiego, kawaler Virtuti Militari, syn Bronisława.